# Навруз
Навру́з, также Новруз (от пехл. «nōg rōz» — «новый день»), Нооруз и Наурыз — праздник прихода весны и Нового года по астрономическому солнечному календарю у иранских и тюркских народов. Навруз является интернациональной традицией, не имеющей отношения к исламским обычаям.
Исходно Навруз — зороастрийский праздник, последний из семи главных праздников годового цикла, посвящённый огню и Аша-Вахишта («Лучшая праведность») – одному из семи Амеша-Спента. Праздник знаменует наступление «ахуровского» времени года (лета) и поражение Злого духа, является напоминанием о Последнем дне мира, который станет Новым днём Вечной жизни.
Официальный статус Навруз приобрел в Ахеменидской империи, как религиозный праздник зороастризма. Продолжает повсеместно отмечаться и после арабских завоеваний, вплоть до настоящего времени. В современное время отмечается в дни, на которые приходится весеннее равноденствие. Город Акра в Регионе Курдистан на севере Ирака традиционно считается столицей праздника Навруз. 
На территории Ближнего Востока Навруз празднуется только представителями тех народов, которые проживали там до прихода арабов, распространения ислама и возникновения Арабского халифата. Соответственно, Навруз, например, не празднуется арабами. В Турции, как часть антикурдской политики, с 1925 года по 1991 год официально празднование Навруза было запрещено. В Сирии празднование Навруза по этой же причине запрещено до сих пор.
30 сентября 2009 года Навруз был включён ЮНЕСКО в Репрезентативный список нематериального культурного наследия человечества, с этого времени 21 марта объявлено как Международный день Навруз.
На неформальном заседании Совета глав государств Организации тюркских государств Новруз байрамы приобрел статус общего праздника тюркского мира.

## Этимология
Новоперсидское название праздника — перс. «نوروز»‎ [noːˈɾuːz] — происходит от пехл. «nōg rōz» {nwk rwc} восходящего через др.-перс. «*navaka-raocah-» ‘новый день’ к праиндоевропейским *néwos (от которого также произошли англ. new, нем. neu, греч. νέος [neos], лат. novus, рус. новый, курд. nû и санскр. नव [náva]) и *lewk- англ. light, лат. lux, санскр. रुचि [rúci] и словен. luč.

## Современное значение
Празднование Навруза под различными названиями широко распространено во многих культурах Передней и Средней Азии, входивших ранее в зону влияния Персидской империи и персидской культуры. Вот список вариантов названия этого праздника на разных языках: перс. نوروز‎, тадж. Наврӯз, осет. Бæлдæрæн, азерб. Novruz, алб. Dita e Sulltan Novruzit, арм. Նովրուզ, босн. Novruz, дари نوروز, пушту نوورځ‎ — Naw wraz, курд. Newroz, макед. Новруз, узб. Navroʻz, туркм. Nowruz, каз. Наурыз, кит. 诺鲁孜节, монг. Наурыз, уйг. Норуз / نەۋروز‎, урду نوروز‎, кирг. Нооруз, тат. Нәүрүз / Näwrüz, тур. Nevruz, крымскотат. Наврез, ног. Навруз, баш. Науруз, чув. Нарӑс. В других языках встречаются и другие названия, в том числе местные.

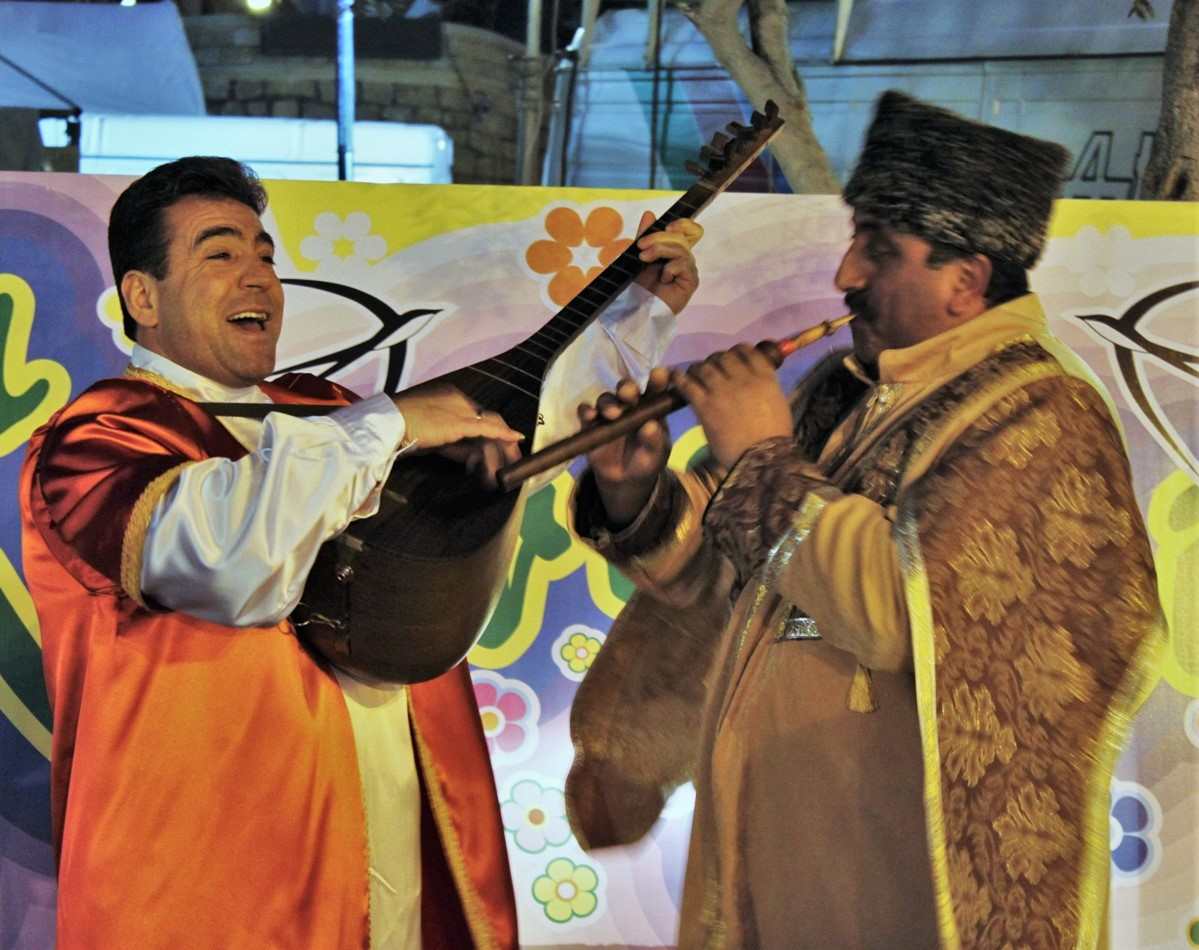
Ашуги на празднике Новруз в Баку

В настоящее время Навруз отмечается 21 марта как официальное начало нового года по астрономическому солнечному календарю в Иране и Афганистане. Как государственный праздник Навруз отмечается 21 марта в Таджикистане, Узбекистане, Туркменистане, Азербайджане, Грузии, Албании, Киргизии, Македонии, Турции, Казахстане. Среди народов, отмечающих Навруз, повелось: чем щедрее праздник, тем благополучнее пройдёт год.
Как национальный праздник Навруз отмечается 21 марта в некоторых национальных регионах России, таких как Дагестан, Татарстан, Башкортостан и других. Также Навруз отмечается в Синьцзян-Уйгурском автономном районе Китая, Южном Курдистане (север Ирака), некоторых регионах Индии, среди бекташей в Албании, Федерации Боснии и Герцеговины и в Северной Македонии.
Навруз является началом года также по календарю бахаи.
30 сентября 2009 года Навруз был включён ЮНЕСКО в Репрезентативный список нематериального культурного наследия человечества наряду с другими 76 элементами нематериального наследия со всего мира. Решение о включении данных 76 элементов нематериального наследия было принято 24 государствами-участниками Межправительственного комитета по сохранению нематериального наследия.
23 февраля 2010 года на 64-й сессии Генеральной Ассамблеи ООН в рамках пункта 49 повестки дня «Культура мира» консенсусом была принята резолюция, озаглавленная «Международный день Навруз».
В соответствии с текстом резолюции, Генеральная Ассамблея ООН:
- признаёт 21 марта как Международный день Навруз;
- приветствует усилия государств-членов, в которых отмечается Навруз, по сохранению и развитию культуры и традиций, связанных с Наврузом;
- побуждает государства-члены прилагать усилия к повышению уровня информированности о Наврузе и организовывать при необходимости ежегодные мероприятия в ознаменование этого праздника;
- призывает государства-члены, в которых отмечается Навруз, изучать историю происхождения и традиции этого праздника в целях распространения знаний о наследии Навруза в международном сообществе;
- предлагает заинтересованным государствам-членам и Организации Объединённых Наций (в частности, её соответствующим специализированным учреждениям, фондам и программам, главным образом ООН по вопросам образования, науки и культуры), заинтересованным международным и региональным организациям, а также неправительственным организациям принимать участие в мероприятиях, проводимых государствами, в которых отмечается Навруз.

## Традиции праздника
Новруз — первый день иранского календаря, начало весны, соответствующий дню Ураза месяца Фарвардин (перс. فروردین‎) (приблизительно 14 марта); равноденствие — равенство дня и ночи; начало сезона роста и процветания. Само слово «Навруз» с персидского языка переводится как «новый день».
В Иране празднование длится обычно 13 дней, из которых первые 5 дней посвящены встрече Навруза и посещению родных и друзей. Девятый день известен как Шахръяран-Навруз (шахский Навруз), а тринадцатый день как Сиздах-бе-дар (перс. سیزده به در‎) («Тринадцатое вне дома»).
В Азербайджане в последние годы также целая неделя объявляется праздничной и нерабочей. Здесь есть такая традиция: нужно зажечь костёр, который называют «тонгал», и семь раз прыгнуть через него.
В 2010 году Навруз отмечался в таджикском городе Дангара, в 2011 году в иранской столице Тегеране, в 2013 году в туркменском Ашхабаде.

## История

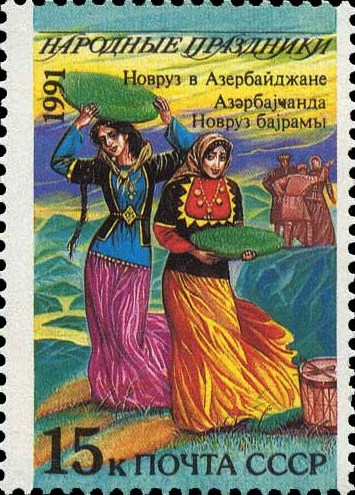
Почтовая марка СССР, посвящённая празднованию Новруза в Азербайджанской ССР, 1991

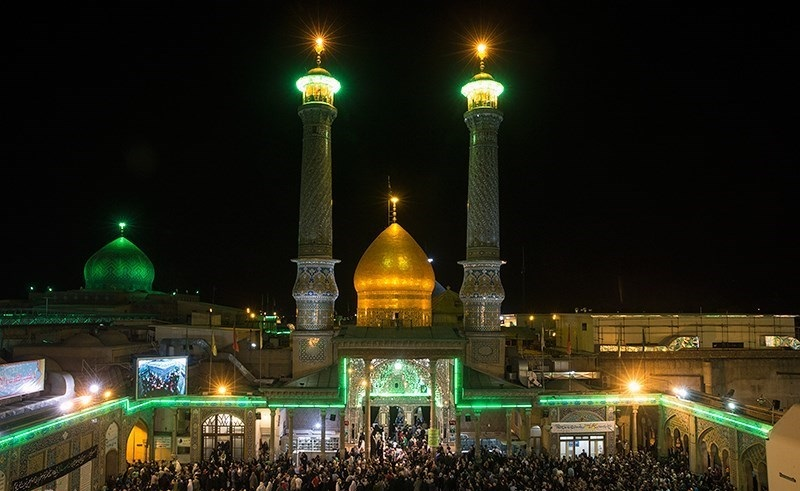
Празднование Новруза в Иране. Мечеть Хазрата Абдул-Азима, Тегеран, 2018 г. (1397 г. по иранскому календарю)

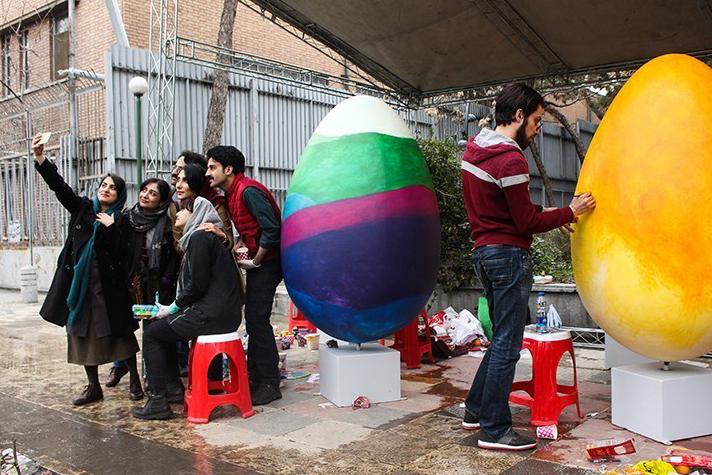
Расписывание яиц к Новрузу на улицах Тегерана.

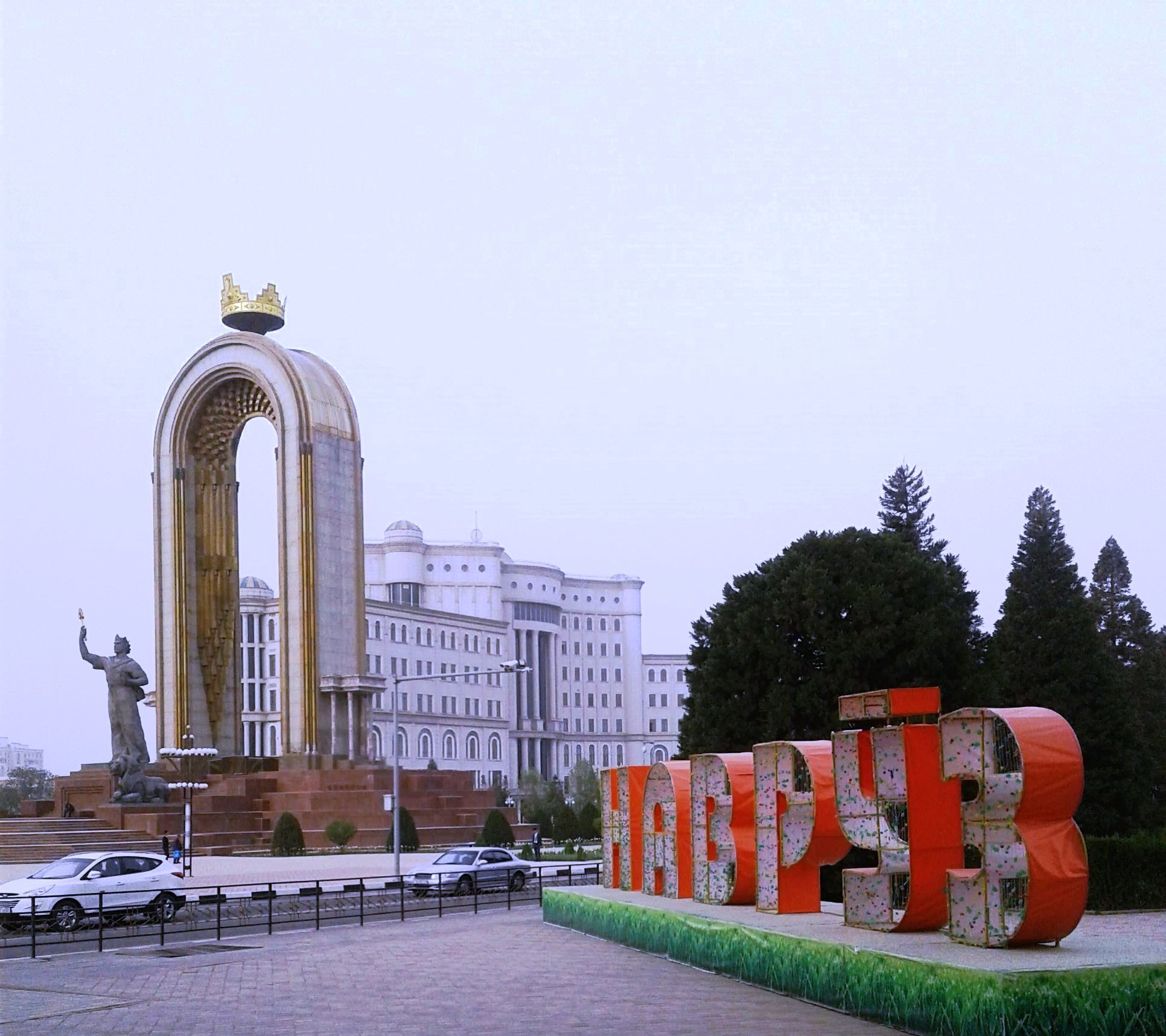
Праздничное оформление в Душанбе. 2018 г.

Навруз имеет древнейшую историю. В поэме «Шахнаме» (перс. شاهنامه‎) начало его празднования связывается с началом царствования Шаха Джамшида (перс. جمشید‎) (отсюда часто употребляемое название праздника среди заратуштрийцев — «Джамшиди Навруз» и традиция коронации Шахов в этот праздник).
Слово «Навруз» впервые появилось в персидских источниках во втором веке новой эры, однако само событие отмечалось уже во времена династии Ахеменидов примерно в 550—330 гг. до н. э. В эти дни правители провинций Персидской империи приносили дары шахиншаху.

…словно Солнце небесных высот,

Сиял повелитель прославленный тот.

Сходился народ на его торжество,

Дивился величью царя своего.

Джамшида осыпав алмазным дождём,

Назвали тот радостный день Новым днём.

То день был Ормазд, месяц был — Фарвардин.

Забыв о заботах, не помня кручин,

Под говор струны, за ковшами вина,

Вся знать пировала, веселья полна.

И люди тот праздник святой сберегли,

Как память о древних владыках земли.

Согласно иранской мифологии, в этот день был похоронен герой Сиявуш, убитый туранцем Афрасиабом. Эта легенда упоминается в Авесте. Более подробно она описана в «Шах-намэ» Фирдоуси. «Из дошедших до нас источников явствует, что день похорон Сиявуша был назван „Навруз“ и ежегодно отмечается как праздничный…»
Известно, что этот праздник содержал анимистические элементы. В день Навруза древние индоарии поклонялись так называемым «фраваши» — духам усопших предков. Этот обычай позднее был заимствован зороастризмом, который стал официальной религией Ирана. Один из семи основных праздников зороастрийцев «совпадал с концом зимы и преддверием весны и переходил в праздник поминания душ предков (Навруз). Он приходился на ночь накануне весеннего равноденствия».

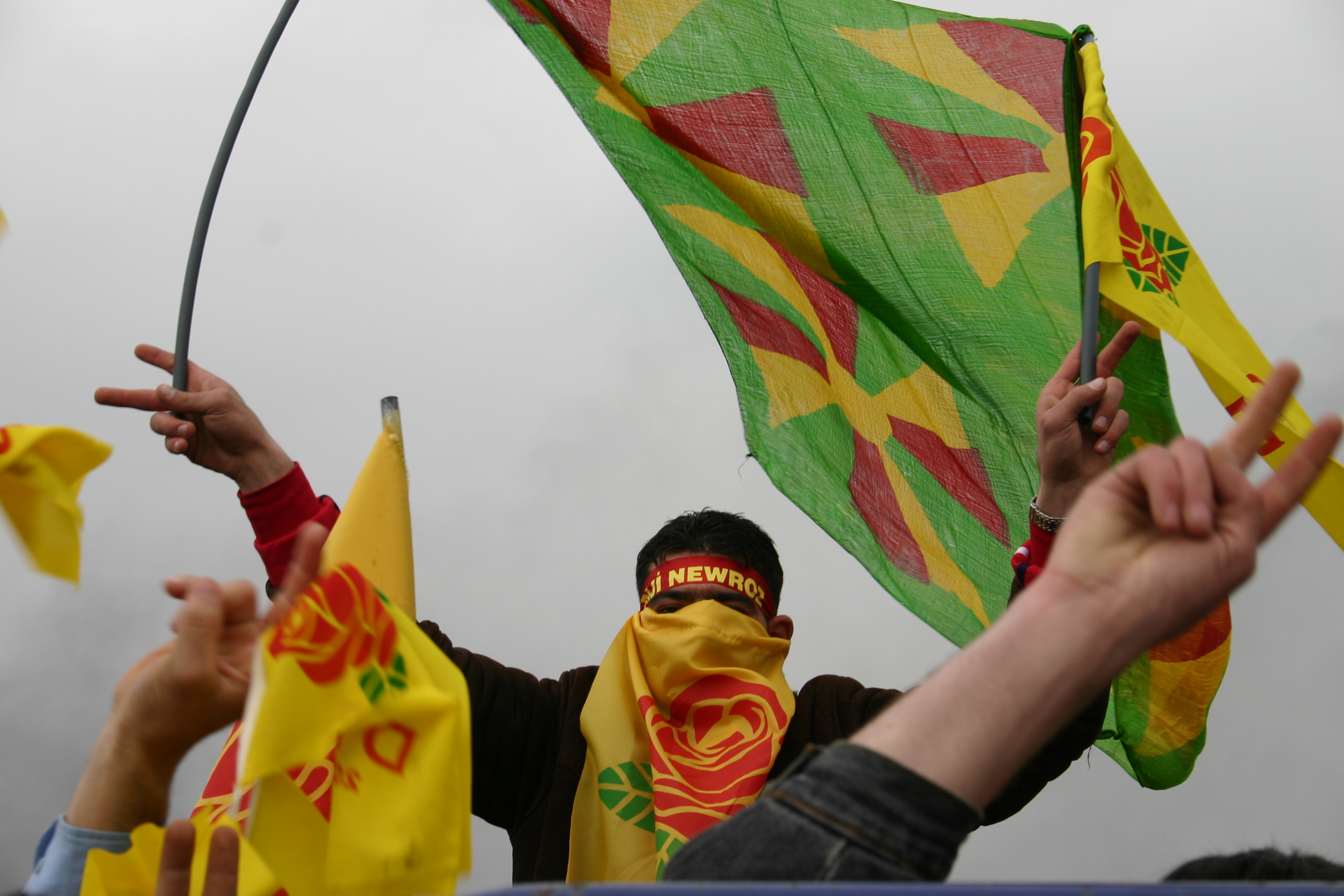
Курды в Стамбуле празднуют Навруз, 2006 г.

Британская учёная М. Бойс отмечала, что, помимо всего этого, в зороастризме этот праздник был посвящён непосредственно огню, который древние зороастрийцы считали жизненной силой и поклонялись ему. «Зороастр приурочил этот праздник к весеннему равноденствию, использовав, по-видимому, древнее празднование наступления весны, которое посвятил Аша-Вахишта („Лучшей праведности“) и огню. Этот праздник возвещает наступление ахуровского времени года — лета — и отмечает ежегодное поражение Злого Духа. По зороастрийским обычаям, в полдень Нового дня приветствовали возвращение из-под земли полуденного духа Рапитвина, несущего тепло и свет. После этого духу Рапитвина ежедневно поклоняются в отведенное ему полуденное время, которая сейчас называется „Рапитва“ и призывают в молитвах Аша-Вахишта в течение всего лета».
Посвящение этого праздника огню в более поздней зороастрийской традиции несомненно. В день Навруза ещё с Ахеменидского и Сасанидского периодов в храмах совершались поклонения огню. Иранские правители того периода принимали в этот день подарки от покоренных народов. Огни разжигались повсюду, начиная с самого высокого места на крышах домов и кончая свечами на праздничных столах. В настоящее время эти обычаи частично сохранились. Так, в некоторых районах Азербайджана «на всех холмах разжигаются костры». Люди становятся в круг вокруг огня и исполняют фольклорные песни. Свечи также являются атрибутами праздничных столов в день «Навруза» и предшествующих ему дней (приготовления к нему начинаются за несколько недель до праздника).
Аналогичные традиции сохранились в Иране и Средней Азии. В Самарканде тесное взаимодействие оседлого таджикского, узбекского населения с полукочевым тюркским способствовало синтезу земледельческих и скотоводческих элементов в ритуальной практике Навруза. Праздник был легитимизирован через молитвы в мечети, посещение мазаров мусульманских святых и священных речек
А. Н. Негмати писал, что жители Самарканда и окрестных селений в высшей степени торжественно отмечают наступление последнего вторника накануне Нового Года по персидскому календарю (Навруз). После захода Солнца люди разжигают костры, поют песни, играют на национальных инструментах. Под звуки бубна они организуют факельное шествие к окраине реки и там устраивают празднества. Они прыгают через разведённые костры и купаются в реке. Более зажиточные таджики в этот день организуют совместные трапезы для малоимущих сограждан. Прыгая через костры, они желают от природы обильного урожая и ищут защиты от злых духов и джиннов. Прыгают через костёр даже женщины с грудными детьми, надеясь, что таким образом они в течение года будут избавлены от напастей и несчастий.
Сохранились в настоящее время и другие атрибуты этого зороастрийского праздника. Например, зороастрийцы наполняли сосуды семенами пшеницы или ячменя, заливали их водой, а затем, когда они прорастали, относили их домой и ставили в особое место. Точно так же в настоящее время оставляют на прорастание семена злаков к празднику в Азербайджане, Иране и Средней Азии. На праздничный стол зороастрийцы ставили яйца — символ зарождения жизни — и особые сладости. Они присутствуют на праздничных столах и в настоящее время.
Как видно из приведённого выше краткого обзора сущности и истории происхождения праздника Навруз, он имеет доисламское происхождение и его философия, а также обрядность не имеют к исламской религии никакого отношения. Более того, исторические корни (языческое и зороастрийское прошлое) и натурфилософская сущность этого праздника находятся в противоречии с исламом, сущность которого заключается в строгом единобожии и отрицании преклонения перед природными силами.

## Подготовка к празднику

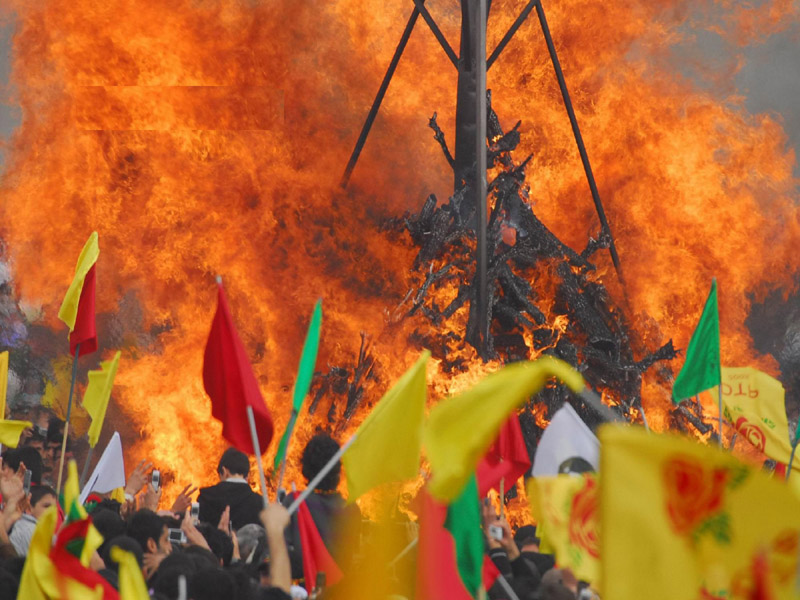
Празднование Навруза в Курдистане

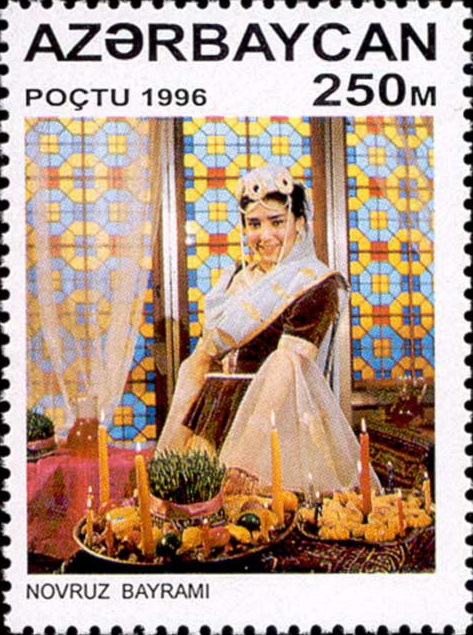
Почтовая марка Азербайджана с изображением азербайджанской женщины за праздничным столом

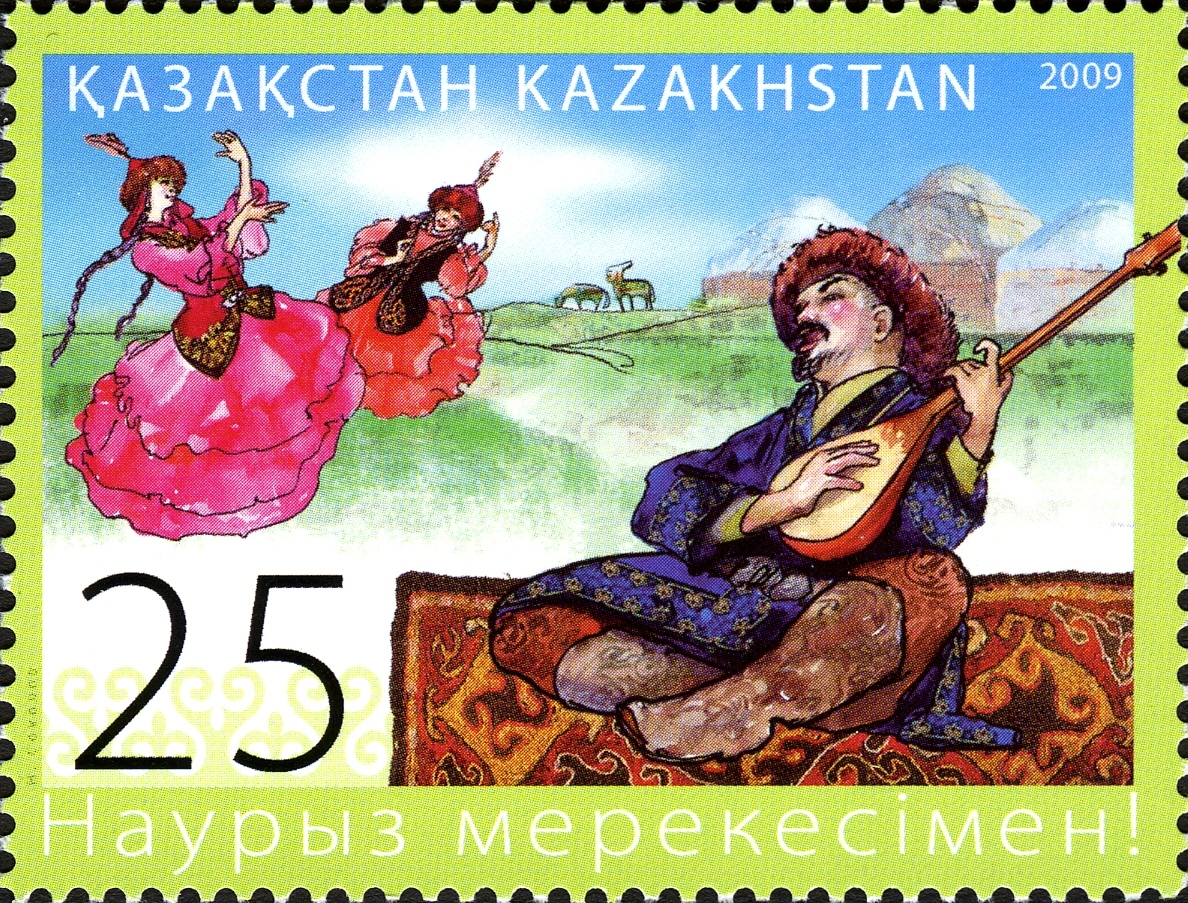
Почтовая марка Казахстана, 2009

По древнему обычаю, до наступления Навруза люди должны убирать в домах и вокруг, рассчитаться с долгами.
Традиционным ритуалом в Навруз является составление хафт сина (перс. هفت سین‎) и хафт шина. Хафт син состоит из семи элементов, названия которых начинаются с буквы С (S или Sîn (س) в персидском алфавите). Хафт шин также состоит из семи элементов, названия которых начинаются с буквы Ш в персидском алфавите.
На праздничных столах складывали круглые лепёшки из пшеницы, ячменя, проса, кукурузы, фасоли, гороха, чечевицы, риса, кунжута и бобов. В Новруз приготовляют кушанья из семи, преимущественно растительных, продуктов, наиболее известным праздничным блюдом является сумаляк — блюдо из пророщенных ростков пшеницы.
- В Таджикистане гостей приветствуют словами «С праздником Навруз» (тадж. Навруз муборак бод!, Наврузатон фируз бод). Праздничный стол в этот день — особенный. На столе должна стоять пища, состоящая из семи блюд («Хафтсин» и «Хафтшин»), название которых начинается с буквы «с». Это сумалак (тадж. суманак), уксус (тадж. сипанд, сирко), проросшая пшеница (тадж. сэмени), зелень (тадж. сабза) и так далее. Кроме перечисленных блюд на стол ставятся зеркало, свечи и крашеные яйца. Все перечисленное имеет символическое значение: свеча — свет или огонь, оберегающий человека от злых духов. Яйцо и зеркало нужны, чтобы установить завершение старого года и наступление первого дня нового. Азербайджанцы ставят крашеное яйцо на зеркало.
- В Узбекистане праздничным блюдом является «сумалак / сумелек». Поздравляющий говорит: «Пусть праздник Навруза будет счастливым!» (узб. Navro'z bayrami qutlug' bo'lsin), принимающий поздравления отвечает узб. Navro'z ayyomi muborak bo'lsin!.
- В Казахстане праздничным блюдом является «наурыз коже» из семи ингредиентов. Поздравляющий говорит: «Поздравляю с праздником Наурыз! Пусть будет изобилие!» (каз. Наурыз мейрамы құтты болсын! Ақ мол болсын!), принимающий поздравления отвечает «И тебе того же!» (каз. Бірге болсын!). У казахов Младшего жуза, проживающих в основном на западе Казахстана и в прилегающих областях России, празднование Наурыза начинается с 14 марта и называется «амал» (от арабско-персидского названия месяца hamal / һамал / һәмәль); его традиционным элементом является обряд «көрісу», когда все должны приветствовать друг друга рукопожатиями обеими руками, и произнося «Счастливого года!» (каз. Жыл құтты болсын!)[31].
- В Азербайджане с праздником Навруз поздравляют словами «Пусть ваш праздник Навруза будет благословенным!» (азерб. Novruz bayramınız mübarək olsun!) и отвечают на поздравление словами «И ваш тоже!» (азерб. Sizinlə bahəm!). И как только яйцо качнется — наступает Новый год. Все сидящие за столом начинают поздравлять друг друга. Раньше в некоторых прибрежных районах Азербайджана на столе обязательно должна была быть рыба с головой, зачастую фаршированная орехами и кишмишем. Также на столе бывает много сладостей, таких как пахлава, шекербура, бадамбура и многое другое. Угощая гостей, желают, чтобы год был таким же сладким, как сладости, приготовленные в домашних условиях (подробнее смотри статью «Новруз в Азербайджане»).
- Астраханские татары также ранее широко отмечали Навруз 14 марта, называя его «амиль» (от арабско-персидского названия месяца hamal / һамал / һәмәль). Татары и ногайцы Астрахани поздравляют друг друга фразой «Байрам хаирле булсын!» (Благословенного праздника вам!).
- Крымские татары произносят название праздника как его Наврез. До праздника принято прийти на могилы предков и привести их в порядок. Хозяева приводят в порядок дом, белят и ремонтируют его. Стирается одежда. Предков поминали, делая им подношения и прося у них помощи в будущем году, защиты от бед. У крымских татар принято начинать празднование после утреннего намаза. Утром 21 марта идут на убранные могилы где произносят молитвы. За месяц до праздника начинают высаживать пшеницу, чтобы она проросла. Ей украшают стол. На столе должно быть много яств, но обязательно должны присутствовать символические блюда: хлеб, маслины, пенир (домашний сыр), тыква, виноград, изюм, орехи. Магические семь предметов и продуктов на столе становятся символическим даром Солнцу, которое, принимая дар, должно позаботиться о богатом урожае[32].
- В Курдистане с праздником поздравляют словами «С праздником Навруз!» (курд. Newroz pîroz be!).
- Тюркоязычные шорцы, проживающие на Алтае, празднуют Чыл-Пажи, что в переводе означает «голова года».